# アンドラーシュ・ボゾキ
アンドラーシュ・タマス・ボゾキ（András Tamás Bozóki、1959年1月23日 - ）は、ハンガリーの政治学者、社会学者、教授、ハンガリー科学アカデミー会員、政治家。

## 来歴

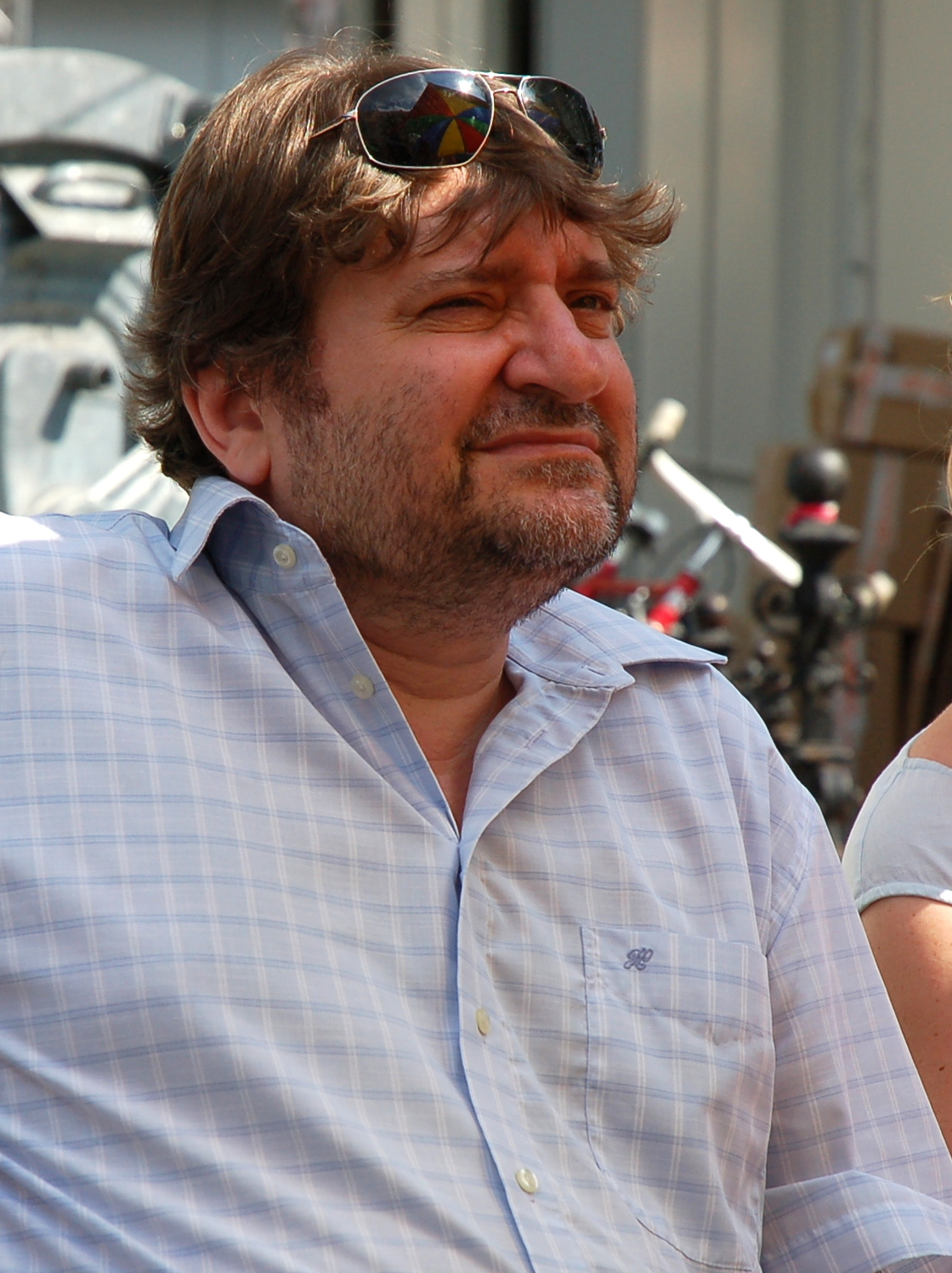
2012年

ブダペストに生まれた。1978から1983年までエトヴェシュ・ロラーンド大学で学ぶ。1983年に法学の博士号、1985年に社会学の学士号を取得した。1992年にハンガリー科学アカデミー会員、2011年から2017年までは政治学部の会長も務めた。2020年から中央ヨーロッパ大学の教授。政治家でもあり、2005年から2006年まで文化大臣も務めた。1993年コロンビア大学、ノッティンガム大学、スミス大学、マウント・ホリヨーク大学教授。

## 受賞歴
- 1991年 - エルデイ・フェレンツ賞
- 1993年 - ジョーゼフ・ピューリッツァー記念賞
- 2009年 - ビボ・イシュトバーン賞